# Станіслав Радзивілл (підкоморій великий литовський)
Станіслав Радзивілл (лит. Stanislovas Radvila, пол. Stanisław Radziwiłł, *8 травня 1722 — †22 квітня 1787) — державний і військовий діяч Великого князівства Литовського в Речі Посполитій. Відомий також як Станіслав V Радзивілл.

## Біографія
Походив з литовського магнатського роду Радзивіллів, Дятлово-бердичівської лінії гілки Несвізько-Оліцької. Четвертий син Миколая Фаустина Радзивілла, воєводи новогрудського, і Барбари-Франци Завіши-Кезгайло. Народився 1722 в резиденції Дятлово. Навчався в колегіумі піарів в Варшаві («Калегіум Нобіліум»). 1746 році оженився на представниці магнатського роду Потіїв.
У 1750 році отримав чин генерал-майора. Того жроку обирається на вальний сейм. Був керівником партії Радзивіллів в Новогрудському воєводстві — в Слонімському, Вовковиському і Лідському повітах відповідав на обрання радзивіллівських прихильників на повітові сеймики. У 1752 році призначається крайчим великим литовським. 1753 року отримав Орден Святого Губерта від баварського курфюрства Максиміліана III. 1757 року у Варшаві отримав Орден Білого Орла. У 1759—1779 роках був підкоморієм великим литовським.
У 1760 і 1762 роках обирається послом на сейми. У 1763 році обирається маршалком Трибуналу Великого князівства Литовського. Отримав орден Св. Анни У 1765 році став генерал-лейтенантом литовської кінноти. Воював з прихильниками Барської конфедерації.
1767 року долучився до Радомської конфедерації. Того ж року Станіслава Радзивіла було обрано послом від Лідського повіту на так званий сейм Репніна. 23 жовтня 1767 року ввійшов до складу сеймової делегації, яка змушена під тиском російського посла Миколи Рєпніна погодитися на збереження колишнього ладу в Речі Посполитої під гарантії Російської імперії.
1770 року передав родинну резиденцію Дятлово своєму зятю Станіславу Солтану. після цього розпочав зведення нової резиденції в Жирмунах. Роботи трвиали до 1787 року. 1776 року доєднався до конфедерації Анджея Мокроновського, старости тлумацького. Того ж року обирається послом від Новогрудського воєводства на вальний сейм. У 1779 році надано російський орден Св. Олександра Невського і польський орден Св. Станіслава.
1787 році Станіслав Радзивілл разом з дружиноюстав фундатором костела Відшукання Святого Хреста, який було завершено 1789 року. Втім Станіслав Радзивілл помер невдовзі після заснування фундушу.

## Власність
Володів маєтками в Новогрудському, Віленському і Троцькому воєводствах.

## Родина
Дружина — Кароліна, донька Олександра Потія, воєводи троцького
Діти:
- Миколай (1751—1811)
- Єжи
- Анна Барбара Олімпія (бл.1762—1833), дружина: 1) Августа Домініка Пржездзецького, старости мінського; 2) Тадеуша Антонія Московського, міністр внутрішніх справ і віросповідань в князівстві Варшавському
- Франціска Теофіла, дружина Станіслава Солтана, маршалка надвірного литовського
- Ієронім
- Людвіг